# Qui sait chanter
 (septembre 2021).
Qui sait chanter? est un jeu télévisé canadien francophone de musique mystère, basé sur l'émission sud-coréenne I Can See Your Voice. La première a eu lieu le 13 septembre 2021 sur Noovo.
L'émission réuni environ 572 000 fidèles chaque semaines lors des quotidiennes du lundi soir.

## Mécanique du jeu

### Format
Au début du jeu, l'artiste et le participant se voient présenter un groupe de six chanteurs mystères — certains sont de bons chanteurs, d'autres de mauvais. Avec l'aide et les prédictions du panel de célébrités (mené par les membres réguliers Rita Baga et Roxane Bruneau), le participant doit tenter d'éliminer les mauvais chanteurs du groupe au cours de quatre rondes. Ensuite, les chanteurs mystères éliminés se produisent sur la scène de vérité, dans laquelle le participant gagne CA$3 000 pour chaque mauvais chanteur éliminé. À l'avant-dernier rond, le participant peut choisir de repartir avec l'argent gagné s'il pense que le dernier chanteur mystère est un mauvais chanteur, ou de tout risquer pour avoir une chance de remporter le jackpot de 25 000 CA$. Le jeu se termine par la révélation du chanteur mystère gagnant comme étant bon ou mauvais, selon le résultat d'une performance en duo avec l'artiste.

### Rondes
Six individus, des chanteurs mystères, se tiennent sur une plate-forme pour dissimuler leur identité jusqu'à la représentation de la scène de vérité.
- 1. Lip sync

Séparé en deux groupes, chaque groupe de trois chanteurs mystères effectue une synchronisation labiale pour une seule chanson. Les bons chanteurs miment leur propre voix tandis que les mauvais chanteurs miment la voix des autres.
- 2. Code d'accès

Chaque chanteur mystère dévoile un montage vidéo pour convaincre l'artiste et le participant, mais avec des voix déformées.
- 3. Studio secret

L'artiste et le candidat se voient présenter un enregistrement vidéo d'un chanteur mystère en train de répéter à partir d'une session de studio, bien que le son soit déformé de sorte qu'ils ne puissent pas entendre clairement leur voix.
- 4. Interrogatoire

L'artiste et le candidat doivent interroger les chanteurs mystères restants pendant em 30 secondes avant de prendre la décision finale.

## Production

### Contexte et développement
Bell Media a annoncé le mars 2021 qu'elle adaptait localement I Can See Your Voice pour l'État francophone du Québec,. Coproduite par Productions J et ToRoS, l'équipe est dirigée par la productrice exécutive Julie Snyder, la productrice Marie-Pier Gaudreault, le producteur associé Stéphane Laporte, et le réalisateur Benoît Giguère.

### Tournage
Le tournage de l'émission a eu lieu à la Place Bell à Laval et a débuté le 8 juin 2021. Il a été mis en œuvre avec des protocoles de santé et de sécurité en raison de la pandémie de COVID-19.

## Épisodes

### Artistes invités
- Légende :
- Bon(ne) chanteur
- Mauvais(e) chanteur
- : Le participant a choisi de risquer l'argent.
- : Le participant a choisi de partir avec l'argent.

| Épisode | Épisode           | Artiste invité                 | Participant                    | Chanteurs mystères (Dans leurs numéros et pseudonymes respectifs) | Chanteurs mystères (Dans leurs numéros et pseudonymes respectifs) | Chanteurs mystères (Dans leurs numéros et pseudonymes respectifs) | Chanteurs mystères (Dans leurs numéros et pseudonymes respectifs) | Chanteurs mystères (Dans leurs numéros et pseudonymes respectifs) | Chanteurs mystères (Dans leurs numéros et pseudonymes respectifs) |
| #       | Date              | Artiste invité                 | Participant                    | Ordre d'élimination                                               | Ordre d'élimination                                               | Ordre d'élimination                                               | Ordre d'élimination                                               | Ordre d'élimination                                               | Vainqueur                                                         |
| #       | Date              | Artiste invité                 | Participant                    | Lip sync                                                          | Lip sync                                                          | Code d'accès                                                      | Studio secret                                                     | Interrogatoire                                                    | Vainqueur                                                         |
| ------- | ----------------- | ------------------------------ | ------------------------------ | ----------------------------------------------------------------- | ----------------------------------------------------------------- | ----------------------------------------------------------------- | ----------------------------------------------------------------- | ----------------------------------------------------------------- | ----------------------------------------------------------------- |
| 1       | 13 septembre 2021 | Annie Villeneuve               | Mounya Iklid 9 000 $           | 2. Bertholiny Fils-Aimé (Boxeur)                                  | 4. Jérémie Brassard (Sommelier)                                   | 1. Olivia LeClerc (Barmaid)                                       | 6. Evelyne Desrochers (Athlète de sports extrêmes)                | 3. Soulyne Michel (Religieuse)                                    | 5. Marie-Ève Sauvé Cheerleader                                    |
| 2       | 27 septembre 2021 | Marie-Mai                      | Marc-André Rioux 25 000 $      | 2. Catherine Servedio (Brocanteuse)                               | 6. Mathieu-Philippe Perras (Serveur)                              | 1. Héloise Binette (Clown)                                        | 3. Sara Karel Chiasson (Patineuse artistique)                     | 4. Widmayer Edouard (Joueur de basketball)                        | 5. Mélodie-Jade Valiquette-Claude Acupunctrice                    |
| 3       | 4 octobre 2021    | Corneille                      | Robine-Claudia Joseph 12 000 $ | 3. Arthur Bussières Gallant (Commis d'épicerie)                   | 4. Simon Gosselin (Mascotte)                                      | 6. Erika Suaréz (Joueuse de balle-molle)                          | 1. Jordan Jacquet (Cascadeur)                                     | 5. Martin Bèdard (Maître d'hôtel)                                 | 2. Frédérique Cyr-Deschênes Coureuse                              |
| 4       | 11 octobre 2021   | Claude Cobra (Bleu Jeans Bleu) | Éliane Morin-Côté 25 000 $     | 2. Jonathan Voisine (Professeur de danse)                         | 4. June Charles (Agente de bord)                                  | 1. Charles Édouard-Sanon (Gogo Boy)                               | 3. Jacob McDuff (Pompier)                                         | 6. Elysabeth Rivest (Tireuse à l'arc)                             | 5. Véronique Laberge Herboriste                                   |
| 5       | 18 octobre 2021   | 2Frères                        | Mickaël Grondin 25 000 $       | 2. Vanessa Kneale (Prof d'aérobie)                                | 6. Yan Beauregard (Infirmier)                                     | 5. Zachary Abraham (Cycliste)                                     | 1. Véronique Beaudoin (Plongeuse)                                 | 4. Täbi Yösha (Voyante)                                           | 3. Mary-Pier Guilbault Artiste de cirque                          |
| 6       | 25 octobre 2021   | Martine St-Clair               | Johanne Belot 0 $              | 2. Alex Simpson (Courtier immobilier)                             | 6. Sébastien Gagné (Magicien)                                     | 4. Arti Sadhwani (Photographe)                                    | 1. Pamela Boyer (Joueuse de ping pong)                            | 5. Koraly Lauzon (Patineuse de vitesse)                           | 3. Alexandra Claude Poète                                         |
| 7       | 1er novembre 2021 | Ludovick Bourgeois             | Alexandra Gauthier 25 000 $    | 1. Mamselle Ruiz (Échassière)                                     | 6. Frédérick Sylvestre (Rainbow drag)                             | 2. Karen Alforque (Chimiste)                                      | 4. Jean-Christophe Pilon (Golfeur)                                | 3. Rose Mills (Écuyère)                                           | 5. Peter Myles Policier                                           |
| 8       | 8 novembre 2021   | Brigitte Boisjoli              | Robert Applyrs 3 000 $         | 2. Yanick Petit (Vendeur)                                         | 6. Julie Langevin (Skieuse)                                       | 3. Miguel Perreault (Yogi)                                        | 4. Miranda Tremblay Girard (Danseuse de hip-hop)                  | 5. Jade Lapratte (Sauveteuse)                                     | 1. Louis-Philippe Desjardins Elfe médiéval                        |
| 9       | 15 novembre 2021  | Damien Robitaille              | Stéphanie Caron 25 000 $       | 1. Victoria Willard (Préposée aux bénéficiaires)                  | 4. Michael Ramdin (Informaticien)                                 | 6. Jérémy Provencher (Enseignant)                                 | 3. Magali Roche (Championne d'athlétisme)                         | 5. Marie-Michèle Pharand (Acrobate)                               | 2. Christine Dubois Ornithologue                                  |
| 10      | 22 novembre 2021  | Alicia Moffet                  | Exaucé Luyengi 25 000 $        | 2. Fatoumata Traore (Journaliste)                                 | 3. Paolo Perfección (Maquilleur)                                  | 4. Marie Cournoyer (Crossfiteuse)                                 | 5. Alexandre Gemme (Drag queen country)                           | 1. Émilie Landry (Princesse de fêtes d'enfants)                   | 6. Christopher Therrien Massothérapheute                          |
| 11      | 29 novembre 2021  | Guylaine Tanguay               | Marie-Claude Audet 3 000 $     | 3. Letitia Sherry (Madame Chat)                                   | 4. Andy St-Louis (Gameuse)                                        | 1. Justine Jackson (Danseur de claquettes)                        | 2. Richard-Nicolas Villeneuve (Joueur de quilles)                 | 6. Cathy Vallières (Planchiste)                                   | 5. Serge Rochon Champion de poker                                 |
| 12      | 6 décembre 2021   | Roxane Bruneau                 | Marc-André Savard 25 000 $     | 1. Marie-Laurence Caux (Influenceuse)                             | 4. Martin-Alexis Gaytan-Ramirez (styliste)                        | 2. Melody Boutin (Skateuse)                                       | 3. Maude Larin-Kleran (Globe-trotteuse)                           | 6. Jean-François Carré (Joueur de hockey)                         | 5. Carolane Closset Promeneuse de chiens                          |
| 13      | 13 décembre 2021  | Maxime Landry                  | Annie Fréchette                | 1. (Agente de sécurité)                                           | 2. (Trompettiste)                                                 | 3. (Équipière de voilier)                                         | 4. (Diva de cabaret)                                              | 5. (Ingénieure)                                                   | 6. (Lutteur)                                                      |

### Panélistes
- Légende :
- Panéliste régulier
- Panéliste invité

| Épisode | Panélistes | Panélistes     | Panélistes                |
| Épisode | 1er        | 2e             | 3e                        |
| ------- | ---------- | -------------- | ------------------------- |
| 1       | Rita Baga  | Roxane Bruneau | Jay du Temple             |
| 2       | Rita Baga  | Roxane Bruneau | Pierre-Yves Roy-Desmarais |
| 3       | Rita Baga  | Roxane Bruneau | Katherine Levac           |
| 4       | Rita Baga  | Roxane Bruneau | Marie-Lyne Joncas         |
| 5       | Rita Baga  | Roxane Bruneau | Félix-Antoine Tremblay    |
| 6       | Rita Baga  | Roxane Bruneau | Benoît Gagnon             |
| 7       | Rita Baga  | Roxane Bruneau | Arnaud Soly               |
| 8       | Rita Baga  | Roxane Bruneau | Maxim Martin              |
| 9       | Rita Baga  | Roxane Bruneau | France Castel             |
| 10      | Rita Baga  | Roxane Bruneau | Christine Morency         |
| 11      | Rita Baga  | Roxane Bruneau | Antoine Vézina            |
| 12      | Rita Baga  | Varda Étienne  | Véronique Claveau         |
| 13      | Rita Baga  | Roxane Bruneau | Virginie Fortin           |